# Shashemene

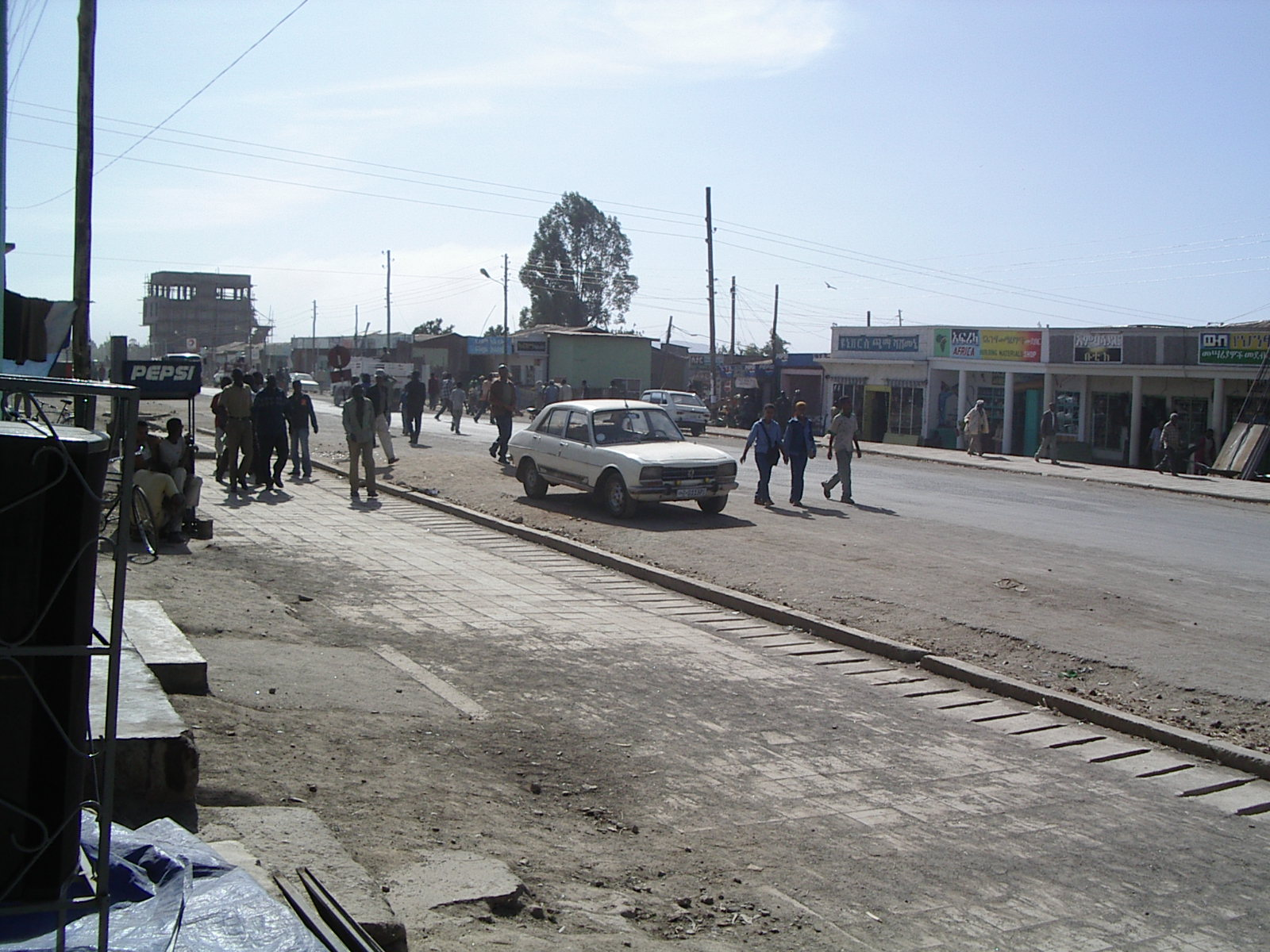
Huvudgatan i Shashemene.

Shashemene (eller Shashamane) är en stad i centrala Etiopien och är en av de största städerna i Oromiaregionen. Den utgör ett distrikt, Shashemene wereda, i Västra Arsizonen och beräknades ha 118 881 invånare 2011 på en yta av 10,74 km². Shashemene grundades 1948 då kejsar Haile Selassie skänkte två kvadratkilometer av sin privata egendom, med tanke på att skapa en plats dit bland annat folk från rastafarirörelsen skulle kunna flytta hem till sitt afrikanska hemland.  